# Kord Qeshlāq
Kord Qeshlāq (persiska: كُرد قِشلاقی, كرد قشلاق, Kord Qeshlāqī) är en ort i Iran.   Den ligger i provinsen Ardabil, i den nordvästra delen av landet, 400 km nordväst om huvudstaden Teheran. Kord Qeshlāq ligger 1 335 meter över havet och antalet invånare är 405.
Terrängen runt Kord Qeshlāq är kuperad västerut, men österut är den platt.Runt Kord Qeshlāq är det ganska tätbefolkat, med 139 invånare per kvadratkilometer. Närmaste större samhälle är Ardabil, 18,4 km sydost om Kord Qeshlāq. Trakten runt Kord Qeshlāq består till största delen av jordbruksmark.